# William Bull
William Bull (Charleston, 1683 – Contea di Beaufort, 21 marzo 1755) è stato un politico e proprietario terriero statunitense, governatore della Carolina del Sud.

## Biografia
Fu capitano nella guerra dei Tuscarora e poi colonnello nella guerra yamasee prima di diventare il commissario per gli affari indiani nel 1721. Prestò servizio nel consiglio del governatore e fu luogotenente governatore sotto James Glen dal 1738 al 1755 e governatore ad interim dal 1738 al 1744. Nel 1733 collaborò con James Oglethorpe alla fondazione della nuova provincia della Georgia, creando la città di Savannah, la cui Bull Street porta il suo nome. Suo padre, Stephen Bull, era il vice di Lord Ashley e uno dei capi della spedizione che venne dall'Inghilterra nel 1670 e si stabilì a Charles Town.
Era sposato con Mary Quintyne e tra i suoi discendenti vi furono un figlio, anch'egli di nome William Bull, che fu anche governatore ad interim della Carolina del Sud, e William Henry Drayton e Charles Drayton, figli di sua figlia Charlotta Bull e John Drayton. Un monumento al governatore Bull (c. 1791) si trova nella piantagione di Ashley Hall, elencata nel registro nazionale dei luoghi storici nel 1975.